# Le Jeu (film)
Pour les articles homonymes, voir Jeu (homonymie) et Le Jeu.
Pour plus de détails, voir Fiche technique et Distribution.

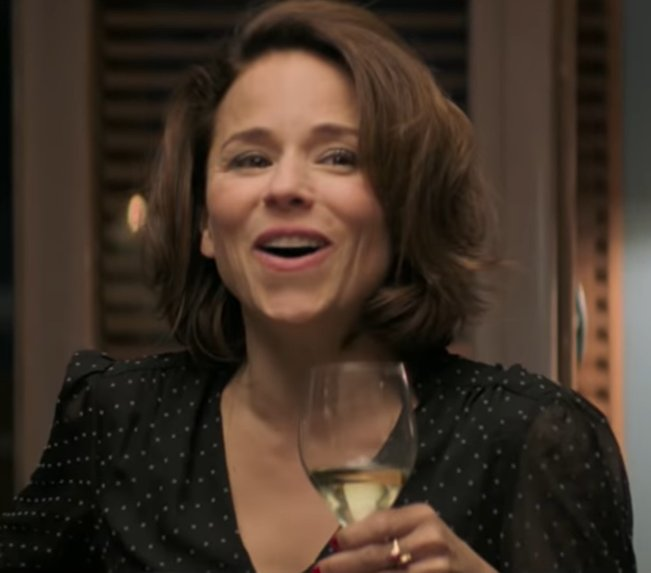
Suzanne Clément dans une scène du film.

Le Jeu est un film français réalisé par Fred Cavayé, sorti en 2018. Il s'agit d'un remake du film italien Perfetti sconosciuti de Paolo Genovese sorti en 2016.
Le film commence le soir d'une éclipse totale de Lune, où Vincent et Marie, parents de Margot, reçoivent à dîner trois amis d'enfance de Vincent : Marco, Thomas et Ben. Les deux premiers sont accompagnés de leurs épouses, Charlotte et Léa. Le troisième, censé présenter au groupe sa nouvelle compagne, annonce que celle-ci est malade. De son côté, Margot part pour une autre soirée. Peu après le début du repas, sur une suggestion de Marie, les amis acceptent de participer à un jeu : chacun doit poser son téléphone portable au milieu de la table et chaque SMS, appel téléphonique, courriel ou message de réseau social reçu sera lu à voix haute à toute la tablée. Ils ne tardent pas à découvrir que, en amour comme en amitié, mieux vaut ne pas tout savoir. Au fur et à mesure que les vérités se révèlent, le jeu provoque de plus en plus de tensions.

## Synopsis
Vincent (Stéphane De Groodt) et Marie (Bérénice Bejo) sont deux médecins, le premier chirurgien esthétique et la deuxième psychanalyste, parents d'une adolescente particulièrement difficile, Margot (Fleur Fitoussi). Un soir d'éclipse de lune, ils invitent à dîner plusieurs de leurs amis : Charlotte (Suzanne Clément) et Marco (Roschdy Zem), un couple marié depuis plusieurs années dont la relation s'étiole ; Léa (Doria Tillier) et Thomas (Vincent Elbaz), jeunes mariés et très amoureux ; ainsi que Ben (Grégory Gadebois), un professeur d'éducation physique divorcé, censé venir avec sa petite amie, Julie. Toutefois, le moment venu, Julie est absente, à la grande déception des autres, qui se faisaient une joie de connaître la nouvelle compagne de Ben.
Après avoir pris un apéritif et discuté un long moment, les amis se mettent à table et, à la suite d'une blague racontée par Ben, Marie suggère qu'ils jouent à un jeu : tous doivent mettre leur portable sur la table, et chaque message, e-mail ou appel devra être partagé avec l'ensemble du groupe. Bien que plusieurs d'entre eux, notamment Vincent et Marco, soient réticents, ils se plient à la décision de la majorité et le jeu commence. Les premiers messages qui arrivent sont plutôt anodins. Toutefois, lors d'un aparté, Marco demande à Ben d’échanger leurs téléphones (qui sont absolument identiques) : en effet, Marco reçoit régulièrement des photos dénudées d'une femme rencontrée sur Internet, et ne souhaite pas que Charlotte le découvre. Ben refuse de procéder à l'échange des téléphones ; toutefois, Marco réussit l'échange à un moment du repas où Ben distrait les autres invités en faisant du sport.
Charlotte révèle quant à elle à Marie, lors d'une autre discussion privée, que Vincent consulte une psychiatre à l'insu de son épouse, pourtant elle-même dans la profession. Vincent ne cherche pas à nier ses consultations, expliquant qu'il en a ressenti le besoin afin d'éviter que leur couple ne sombre dans une routine factice. Plus tard, d'autres sources de tension apparaissent : un e-mail reçu par Charlotte indique que cette dernière souhaite placer sa belle-mère (Tassadit Mandi), qui vit avec le couple et leurs enfants, en maison de retraite ; tandis que Léa doit admettre qu'elle est encore en contact avec son ex-petit ami Yvan, lequel lui demande des conseils pour gérer sa vie amoureuse, ce qui contrarie profondément Thomas, qui soupçonne Yvan de vouloir reconquérir Léa. Plus tard, Margot appelle Vincent pour lui demander des conseils à propos des garçons et, si le père donne à sa fille de bons conseils, la conversation révèle à quel point Margot ne s'entend pas avec sa mère, au grand dam de celle-ci.
Arrive ensuite la cause d'une des plus grandes contrariétés de la soirée : Ben reçoit un message sur son portable. Toutefois, à la suite de l'échange des portables effectué par Marco, ce dernier doit prétendre qu'il lui est destiné. Il s'avère en réalité que Ben a commencé une relation avec un autre homme, Julien, qui cherche à contacter Ben (lequel lui a dit être trop malade pour qu'ils se voient). Un grand quiproquo s'installe, où Marco, qui préfère le mensonge à la vérité, est forcé d'« admettre » qu'il fréquente un autre homme. Charlotte est horrifiée et s'enfuit vers la cuisine, suivie par Marie et Léa, tandis que Thomas fait plusieurs remarques homophobes, qui ulcèrent tant Ben que Marco.
C'est ensuite au tour de Thomas de voir son secret inavouable être révélé. En effet, plus tôt dans la soirée, Carole, sa responsable à la station de taxis où il travaille, avait cherché à le joindre mais Thomas avait réussi à ignorer l'appel, prétextant qu'il serait obligé de quitter la soirée s'il répondait. Toutefois, Léa a commencé à avoir des doutes face à l'insistance de Carole et à la révélation que Thomas a acheté des boucles d'oreilles pour une femme alors qu'elle n'a pas les oreilles percées. Léa prend l'appel, et il est alors révélé que non seulement Thomas trompait sa femme avec Carole, mais que cette dernière est également enceinte de lui. Bouleversée, Léa se réfugie aux toilettes en compagnie de Charlotte. Marie s'isole avec Thomas et le gifle, avant de retirer ses boucles d'oreilles – cadeau qui lui avait été offert par Thomas, qui avait aussi une liaison avec elle. Vincent remarque que sa femme ne porte plus ses boucles d'oreilles et comprend son infidélité, mais choisit de ne rien dire.
Un message arrive ensuite sur le portable de Charlotte : un homme qui lui demande si elle porte des sous-vêtements. Charlotte explique qu'elle n'a jamais rencontré cet homme, avec qui elle n'échange que sur Internet. Marco se montre toutefois très insistant sur cette relation et force Charlotte à lui dire si elle porte effectivement quelque chose sous sa robe ou non, ce qui pousse Charlotte à gifler son mari avant de révéler qu'elle a retiré sa culotte plus tôt dans la soirée. Face à tant de tensions, Ben décide de résoudre une partie de la situation et révèle son homosexualité à ses amis. Il explique ensuite n'avoir aucune envie de leur présenter Julien en raison de leurs réactions au cours du repas. Pendant ce temps, restée seule aux toilettes, Léa reprend ses esprits, et annonce calmement à Thomas qu'elle le quitte. Vincent pousse Thomas à la rattraper. Ben quitte lui aussi l'appartement, suivi de Charlotte et de Marco, qui sont parvenus à se réconcilier.
Alors que l'éclipse se termine, il est finalement révélé que le jeu n'a jamais eu lieu, puisque certains s'y sont opposés. Ainsi, l'homosexualité de Ben, l'infidélité de Thomas avec Carole ou avec Marie et les correspondances érotiques qu'entretiennent séparément Marco et Charlotte restent toutes secrètes. Vincent et Marie, au balcon de leur appartement, regardent leurs amis partir. Marie regrette qu'ils n'aient pas joué, mais Vincent expose posément son désaccord, déclarant qu'il est préférable de garder une part de mystère et de secret dans toute relation, amicale ou amoureuse.

## Personnages
Chaque participant au dîner a un ou plusieurs secrets connus de seulement une ou plusieurs personnes.
- Vincent est un chirurgien esthétique. Il est le mari de Marie et le père de Margot, envers qui il se comporte de manière très compréhensive en dépit du fort caractère de l'adolescente. Il consulte secrètement une psychanalyste sans jamais en avoir parlé à sa femme, pourtant elle-même psychanalyste. En revanche, son ami Marco et la femme de ce dernier, Charlotte, sont au courant.
- Marie est l'épouse de Vincent. Psychanalyste de profession, elle a une relation conflictuelle avec sa fille Margot, car elle a tendance à se comporter davantage comme une psychanalyste que comme une mère à son égard. Elle cache à ses amis son intention de se faire refaire les seins (d'après eux, une psychanalyste s'accepte forcément telle qu'elle est). Elle a aussi une liaison secrète avec Thomas, l'époux de Léa.
- Charlotte est une mère de famille mariée à Marco, avec qui les relations se sont tendues au fil du temps, la présence de sa belle-mère au foyer n'arrangeant en rien les choses, notamment au niveau de leur vie sexuelle. Elle échange secrètement des messages érotiques avec un homme qu'elle a connu sur Internet, et cherche également à placer sa belle-mère en maison de retraite sans en avoir parlé à Marco.
- Marco est l'époux de Charlotte, dont l'une des particularités est d'être très difficile sur les aliments qu'il consomme, se plaignant de divers maux lorsqu'il mange ou boit certaines denrées. Tout comme sa femme, avec qui sa relation s'est détériorée, il échange des messages à caractère sexuel avec une personne rencontrée sur Internet. Sa volonté de cacher ces messages à Charlotte est l'une des principales sources de tension au cours du dîner.
- Thomas est un chauffeur de taxi, récemment marié avec Léa, avec qui il souhaite avoir un enfant. Tout au long de la soirée, il cherche à éviter les appels de Carole, une collègue de la station de taxis, prétextant qu'elle risque de le faire travailler le week-end suivant. En réalité, Thomas a une liaison avec Carole, qui est enceinte de lui. Il a également eu une liaison avec Marie. Au cours de la soirée, il se révèle également homophobe.
- Léa travaille dans un institut de beauté. Tout récemment mariée à Thomas (alors qu'elle n'était guère attirée par le mariage), elle souhaite avoir un enfant de lui afin de fonder une famille. Avec Vincent, elle est celle dont le secret est le plus "anodin" : elle est restée en contact avec son ex-petit ami Yvan, qu'elle conseille dans sa vie amoureuse afin qu'il retrouve une compagne avec qui il sera heureux.
- Ben est un professeur d'EPS, divorcé, et dont le contrat dans un lycée privé n'a pas été renouvelé. Bien qu'il prétende avoir rencontré une autre femme, Julie, il a en réalité commencé une relation avec un homme, Julien, mais cache son orientation sexuelle (qui est à la base de la fin de son contrat) à ses amis. C'est la conjonction de son secret et de celui de Marco qui est à l'origine de la plupart des tensions au cours du dîner.

## Fiche technique
Sauf indication contraire, les informations mentionnées dans cette section peuvent être confirmées par la base de données cinématographiques IMDb,  présente dans la section « Liens externes ».
- Titre original : Le Jeu
- Titre de travail : De parfaits inconnus
- Réalisation : Fred Cavayé
- Scénario : Fred Cavayé, d'après le scénario de Perfetti sconosciuti écrit par Paolo Genovese, Filippo Bologna, Paolo Costella, Paola Mammini et Rolando Ravello
- Musique : Christophe Julien
- Décors : Philippe Chiffre
- Costumes[N 1] : Marie-Laure Masson
- Photographie : Denis Rouden
- Montage : Mickael Dumontier
- Production : Stéphane Célérier, Valérie Garcia, Camilla Nesbitt et Pietro Valsecchi
- Sociétés de production : Medset Film SAS, Mars Films, avec la participation de France 2 Cinéma, C8 Films
- Société de distribution : Mars Distribution (France)
- Budget : 7 990 000 €[1]
- Pays d'origine :  France
- Langue originale : français
- Format : couleur
- Genre : comédie dramatique
- Durée : 90 minutes
- Dates de sortie :
  - France, Belgique : 17 octobre 2018
  - Suisse romande : 24 octobre 2018

## Distribution
- Bérénice Bejo : Marie
- Suzanne Clément : Charlotte
- Stéphane De Groodt : Vincent, mari de Marie
- Vincent Elbaz : Thomas
- Grégory Gadebois : Ben
- Doria Tillier : Léa, femme de Thomas
- Roschdy Zem : Marco, mari de Charlotte
- Fleur Fitoussi : Margot, fille de Marie et Vincent
- Tassadit Mandi : la mère de Marco

## Production

### Genèse
Le scénario de Fred Cavayé est basé sur celui du film italien Perfetti sconosciuti de Paolo Genovese, sorti en 2016. Le film est produit par Stéphane Célérier, Valérie Garcia, Camilla Nesbitt et Pietro Valsecchi via les sociétés Mars Films et Medset Films (filiale de la société italienne Taodue Film).

### Tournage
Le tournage a eu lieu d'octobre à décembre 2017. Les scènes en extérieur ont été tournées à Vincennes (rue de la Dame-Blanche le long du bois, pour les scènes à l'entrée de l'immeuble où se déroule le dîner) et à Paris, au pont de Tolbiac (scène finale).

## Accueil

### Accueil critique
Le site Allociné propose une moyenne de 3,4⁄5 à partir de critiques de seize titres de presse.

### Box-office
| Pays ou région | Box-office        | Date d'arrêt du box-office | Nombre de semaines |
| -------------- | ----------------- | -------------------------- | ------------------ |
| France         | 1 639 781 entrées | 8 janvier 2019             | 12                 |
| Total mondial  | 13 115 272 $      | -                          | -                  |